# Associazione Calcio Reggiana 1919 2024-2025
Questa voce raccoglie le informazioni riguardanti l'Associazione Calcio Reggiana 1919 nelle competizioni ufficiali della stagione 2024-2025.

## Stagione
La stagione inizia con una rivoluzione sul fronte tecnico. Per primo lascia l'incarico il Direttore Sportivo Roberto Goretti per diventare Direttore Tecnico della Fiorentina, che verrà sostituito da Marcello Pizzimenti, già in società come suo collaboratore. Anche l'allenatore Alessandro Nesta lascia la squadra per approdare al Monza, al suo posto il nuovo allenatore diventa William Viali.Tra i movimenti di mercato spiccano gli arrivi di Edoardo Motta, Andrea Meroni, Leo Stulac, Alessandro Sersanti, Manuel Marras e Matteo Maggio oltre al rinnovo del prestito con obbligo di riscatto di Manolo Portanova. La Società si conferma meta per giovani in cerca di crescita, ottenendo in prestito Lorenzo Ignacchiti, Alessandro Fontanarosa e Lorenzo Lucchesi. Sul fronte delle cessioni, lasciano Reggio Emilia in prestito Muhamed Varela Djamanca e Diego Stramaccioni, rispettivamente andando alla Torres e al Gubbio, mentre lascia a titolo definitivo Álex Blanco, dopo aver collezionato appena quattro presenze, con destinazione NK Olimpija Ljubljana. Al termine del mercato, a seguito delle loro mancate cessioni, Pettinari e Kabashi vengono lasciati fuori lista.  
Il primo impegno ufficiale della stagione, il primo turno di Coppa Italia, è la sconfitta per 1-0 contro il Genoa. Mentre per quanto riguarda il campionato, l'esordio è in casa, il 18 agosto, contro il Mantova che termina con il pareggio per 2-2. Le successive tre gare portano in dote sei punti, frutto dei primi due successi consecutivi, rispettivamente allo stadio Luigi Ferraris con la Sampdoria per 1-0, e in casa il Brescia per 2-0. Non riuscendo però a replicarsi nell'ultima partita prima della sosta, perdendo in trasferta contro il Pisa per 2-1.
Le quattro partite seguenti non sono del tutto esaltanti: con due pareggi e due sconfitte, in casa contro il Südtirol arriva la seconda sconfitta consecutiva, mentre contro la Salernitana e la Carrarese arrivano due pareggi senza reti. Nell'incontro in trasferta contro lo Spezia i granata cambiano l'assetto tattico, che però pur dimostrando una reazione non riescono a portare a casa punti, perdendo 1-0. All'inizio della settimana successiva viene comunicato il reintegro in gruppo di Kabashi e Pettinari.
Nella sfida interna contro il Frosinone ritrova la vittoria che non arrivava da circa due mesi, tuttavia non serve ad invertire la rotta. Nelle successive cinque partite trovano solamente tre punti, dopo le due sconfitte consecutive contro Palermo e Cosenza pareggiano consecutivamente contro Bari, Catanzaro e il Cesena. Nelle ultime partite del girone di andata contro il Sassuolo e Cremonese sforna buone prestazioni, guadagnano però solo tre punti contro la Cremonese. Mentre nelle successive sfide arrivano due sconfitte consecutive contro Modena e Cittadella. Le ultime partite dell'anno danno invece nuova linfa con un diverso approccio tattico arrivano due vittorie consecutive, vincendo prima, in casa la sfida di Santo Stefano, contro la Juve Stabia e poi la prima del girone di ritorno in trasferta contro il Mantova. Le due partite successive vengono condizionate da un cartellino rosso. Contro il Bari è Ignacchiti a lasciare i compagni in inferiorità in una partita nervosa che finisce con un pareggio, è poi Lucchesi nella trasferta di Salerno ad essere espulso ma nonostante ciò la Reggiana riesce a trovare il vantaggio, venendo però rimontata e superata nel finale. Nella successiva partita con il Palermo ritrova la vittoria, durante queste ultime tre partite il mercato invernale porta agli arrivi di Joaquín Sosa e Justin Kumi entrambi in prestito ed alle partenze di Edoardo Cavallini in prestito al Lecco e di Orji Okwonkwo al Cittadella. Viene inoltre depositato il contratto di Filip Brekalo, arrivato in estate da svincolato dalla Dinamo Zagabria, ma infortunatosi durante la preparazione precampionato. Nella trasferta contro il Südtirol viene nuovamente sconfitta come nella partita di andata. L'ultimo giorno di calciomercato invernale non porta grandi colpi, in entrata non arriva nessuno e l'unico movimento è l'uscita di Fontanarosa in favore della Carrarese.
Le successive partite presentano molti scontri diretti contro le altre pretendenti alla salvezza, tuttavia con una serie di partite non entusiasmanti e nessuna vittoria, perde il buon distacco dalla zona pericolosa della classifica. Perdono prima contro Sudtirol e Cesena, vengono poi raggiunti nel recupero contro il Frosinone, pareggiano contro Carrarese e Catanzaro. Nella sfida contro il Cosenza ultimo in classifica arriva una cocente sconfitta, contro la Sampdoria sembra arrivare una  risposta emotiva avanti di due gol grazie a Portanova e Gondo, si fa recuperare in un ripresa surreale con nuovamente dei cambi discutibili. Comincia ad aleggiare aria di esonero su mister Viali, che viene però momentaneamente confermato dalla dirigenza. Le settimane si pausa per la sosta nazionali si animano soprattutto per l'imminente partita contro il Sassuolo, che non acconsente l'inversione delle curve per permettere ai tifosi granata di assistere all'incontro nella propria curva. Questa vicenda porta alla decisione da parte della tifoseria reggiana di non comprare biglietti e di rimanere fuori dallo stadio. La partita terminerà 5-1 in favore del Sassuolo e comporterà il 30 marzo 2025 la fine della guida tecnica di mister Viali. Il quale verrà sostituito dall'allenatore reggiano Davide Dionigi. Il giorno seguente viene comunicato l'ingaggio fino al termine della stagione dell'attaccante svincolato Mattia Destro.
Il nuovo allenatore, oltra ad un nuovo assetto, porta nuova fiducia nei giocatori che anche dopo le prime sconfitte contro Cremonese e Pisa. Nelle successive partite mostrano tutto il lavoro fatto con Dionigi ed arrivano quattro vittorie consecutive. La prima in casa contro il Cittadella, una delle dirette concorrenti alla salvezza. In trasferta nel derby contro il Modena, la Reggiana va prima in vantaggio e poi rimontata, nel secondo tempo, anche grazie all'ingresso di Girma, rimonta a sua volta. Dopo tre giorni, per l'ultima partita di campionato giocata in casa, arriva lo Spezia che va per primo in vantaggio ed anche in questo caso trova la vittoria che l'allontana di qualche punto dalla zona rossa della classifica. Con la vittoria in trasferta contro la Juve Stabia arriva la salvezza matematica una giornata in anticipo. La stagione termina con il recupero della 34° giornata (rinviata per la morte del Papa) a Brescia con un'ininfluente sconfitta per 2-1.

## Divise e sponsor
La maglia casalinga è granata e impreziosita da ‘pinstripe’ blu royal presenti nel corpo anteriore e nella parte bassa posteriore. All’interno delle fini righe verticali è evidente un effetto ‘pennellate di vernice’, omaggio a uno dei più importanti e geniali artisti del XX secolo, Antonio Ligabue, che ha legato la sua storia personale e artistica al territorio reggiano. I dettagli in blu royal sono anche nel bordo del girocollo e con due righe orizzontali sui bordi manica. Anche nel backneck interno è presente un riferimento al grande pittore, la cui silhouette sembra dipingere col pennello il logo del club reggiano.
La maglia da trasferta celebra i primi 50 anni di storia della Pallacanestro Reggiana riportandone i colori sociali. La maglia è bianca e una trama con righe sempre bianche, con due righe orizzontali bianco-rosse nel bordo del girocollo e sui bordi manica, anche il logo sul petto riporta questi colori.
La terza maglia usata anche dal portiere è un tributo della Città del Primo Tricolore alla Nazionale italiana e un richiamo alla bandiera cispadana nata nella città il 7 gennaio 1797 e dalla quale discende l’attuale Tricolore.
| Casa | Trasferta | Terza divisa |

## Organigramma societario
Area direttiva
- Presidente: Carmelo Salerno
- Presidente Onorario: Romano Amadei
- Vice Presidente: Giuseppe Fico
- Vice Presidente e Direttore Generale: Vittorio Cattani
- Responsabile controllo di gestione: Eugenio Imbergamo
- Segretario Generale: Nicola Simonelli
- Responsabile Settore Giovanile: Pietro Lodi
- Dirigente Responsabile settore femminile: Francesco Criscuolo

Area comunicazione e marketing
- Addetto Stampa: Marcello Tosi

Area sportiva
- Direttore sportivo: Marcello Pizzimenti
- Collaboratore area sportiva: Francesco Panfili
- Responsabile area scouting: Haris Louris
- Responsabile video scouting: Tommaso Ferrarello
- Coordinatore organizzativo pre-agonistica e attività di base: Fabio Dall'Olmo
- Team Manager: Michele Malpeli
- Responsabile Scouting settore giovanile: Simone Rossi, Andrea Mattioli, Roberto Ferrari, Giamel Galeone

Area tecnica
- Allenatore: William Viali(1ª-31ª), Davide Dionigi(32ª-38ª)
- Vice Allenatore: Massimiliano Guidetti(1ª-31ª), Lorenzo Sibilano(32ª-38ª)
- Collaboratore tecnico: Simone Baroncelli(1ª-31ª), Giuseppe Liperoti(32ª-38ª)
- Match analyst: Vincenzo Perri(1ª-31ª), Hiroshi Komatsuzaki(32ª-38ª)
- Preparatore atletico: Giacomo Ceci, Davide Morelli(32ª-38ª)
- Assistente Preparatore atletico: Mattia Fantuzzi
- Collaboratore preparatore atletico: Alessandro Spaggiari
- Preparatore dei Portieri: Marco Bizzarri
- Magazziniere: Matteo Ferri

Area sanitaria
- Responsabile Sanitario: Stefano Bondi
- Medico sociale: Massimiliano Manzotti
- Recupero infortuni: Alessandro Spaggiari
- Consulente ortopedico: Alessandro Nosenzo
- Fisioterapisti: Remigio Del Sole, Filippo Torricelli, Gabriele Di Paola

## Rosa
Aggiornato al 31 marzo 2025
In corsivo i giocatori ceduti durante la stagione.
| N. |                           | Ruolo | Calciatore                    |
| -- | ------------------------- | ----- | ----------------------------- |
| 1  | Italia (bandiera)         | P     | Edoardo Motta                 |
| 3  | Uruguay (bandiera)        | D     | Joaquín Sosa                  |
| 4  | Italia (bandiera)         | D     | Paolo Rozzio ()               |
| 5  | Italia (bandiera)         | C     | Alessandro Sersanti           |
| 6  | Slovenia (bandiera)       | C     | Leo Štulac                    |
| 7  | Italia (bandiera)         | A     | Manuel Marras                 |
| 8  | Italia (bandiera)         | C     | Luca Cigarini (vice capitano) |
| 10 | Italia (bandiera)         | A     | Luca Vido                     |
| 11 | Costa d'Avorio (bandiera) | A     | Cedric Gondo                  |
| 13 | Italia (bandiera)         | D     | Andrea Meroni                 |
| 15 | Italia (bandiera)         | D     | Riccardo Fiamozzi             |
| 16 | Argentina (bandiera)      | C     | Tobías Reinhart               |
| 17 | Italia (bandiera)         | D     | Lorenzo Libutti               |
| 18 | Nigeria (bandiera)        | A     | Orji Okwonkwo                 |
| 21 | Italia (bandiera)         | A     | Mattia Destro                 |
| 22 | Italia (bandiera)         | P     | Francesco Bardi               |

| N. |                     | Ruolo | Calciatore             |
| -- | ------------------- | ----- | ---------------------- |
| 23 | Italia (bandiera)   | A     | Stefano Pettinari      |
| 24 | Croazia (bandiera)  | D     | Filip Brekalo          |
| 24 | Italia (bandiera)   | D     | Alessandro Fontanarosa |
| 25 | Italia (bandiera)   | C     | Lorenzo Ignacchiti     |
| 27 | Italia (bandiera)   | A     | Matteo Maggio          |
| 29 | Italia (bandiera)   | C     | Oliver Urso            |
| 30 | Italia (bandiera)   | C     | Antonio Vergara        |
| 31 | Italia (bandiera)   | D     | Mario Sampirisi        |
| 39 | Italia (bandiera)   | D     | Giacomo Cavallini      |
| 44 | Italia (bandiera)   | D     | Lorenzo Lucchesi       |
| 55 | Italia (bandiera)   | C     | Justin Kumi            |
| 77 | Albania (bandiera)  | C     | Elvis Kabashi          |
| 80 | Svizzera (bandiera) | C     | Natan Girma            |
| 87 | Francia (bandiera)  | D     | Yannis Nahounou        |
| 90 | Italia (bandiera)   | C     | Manolo Portanova       |
| 99 | Italia (bandiera)   | P     | Alex Sposito           |

## Calciomercato

### Sessione estiva(dal 01/07 al 30/08)
| Acquisti         | Acquisti               | Acquisti             | Acquisti                                    |
| R.               | Nome                   | da                   | Modalità                                    |
| ---------------- | ---------------------- | -------------------- | ------------------------------------------- |
| P                | Edoardo Motta          | Juventus FC          | Definitivo                                  |
| D                | Andrea Meroni          | Cosenza              | Svincolato                                  |
| D                | Yannis Nahounou        | OGC Nizza            | Definitivo                                  |
| D                | Alessandro Fontanarosa | Inter                | Prestito                                    |
| D                | Lorenzo Lucchesi       | ACF Fiorentina       | Prestito                                    |
| D                | Filip Brekalo          | Dinamo Zagabria      | Svincolato                                  |
| C                | Oliver Urso            | Novara FC            | Svincolato                                  |
| C                | Alessandro Sersanti    | Juventus Next Gen    | Prestito con opzione ed obbligo di riscatto |
| C                | Leo Štulac             | Palermo FC           | Prestito                                    |
| C                | Lorenzo Ignacchiti     | Empoli FC            | Prestito                                    |
| C                | Manolo Portanova       | Genoa CFC            | Prestito con obbligo di riscatto            |
| A                | Matteo Maggio          | FC Pro Vercelli 1982 | Definitivo                                  |
| A                | Manuel Marras          | Cosenza              | Definitivo                                  |
| Altre operazioni |                        |                      |                                             |
| R.               | Nome                   | da                   | Modalità                                    |
| D                | Diego Stramaccioni     | Juventus Next Gen    | Fine Prestito                               |
| A                | Cedric Gondo           | US Cremonese         | Diritto di riscatto esercitato              |

| Cessioni         | Cessioni                | Cessioni              | Cessioni                       |
| R.               | Nome                    | a                     | Modalità                       |
| ---------------- | ----------------------- | --------------------- | ------------------------------ |
| P                | Giacomo Satalino        | USS Sassuolo          | fine prestito                  |
| D                | Alessandro Marcandalli  | Genoa CFC             | fine prestito                  |
| D                | Filippo Romagna         | USS Sassuolo          | fine prestito                  |
| D                | Przemyslaw Szyminski    | Frosinone             | fine prestito                  |
| D                | Edoardo Pieragnolo      | USS Sassuolo          | fine prestito                  |
| D                | Marko Pajac             | Genoa CFC             | fine prestito                  |
| C                | Filippo Melegoni        | Genoa CFC             | fine prestito                  |
| C                | Alessandro Bianco       | ACF Fiorentina        | fine prestito                  |
| C                | Domen Crnigoj           | Venezia               | fine prestito                  |
| C                | Jacopo Da Riva          | Atalanta U23          | fine prestito                  |
| A                | Janis Antiste           | USS Sassuolo          | fine prestito                  |
| A                | Muhamed Varela Djamanca | Torres                | Prestito                       |
| A                | Alex Blanco             | NK Olimpija Ljubljana | Definitivo                     |
| Altre operazioni |                         |                       |                                |
| R.               | Nome                    | da                    | Modalità                       |
| D                | André Duarte            | NK Osijek             | Diritto di riscatto esercitato |
| D                | Diego Stramaccioni      | AS Gubbio             | Prestito                       |

### Sessione invernale(dal 02/01 al 03/02)
| Acquisti | Acquisti     | Acquisti        | Acquisti |
| R.       | Nome         | da              | Modalità |
| -------- | ------------ | --------------- | -------- |
| D        | Joaquín Sosa | Bologna FC 1909 | prestito |
| C        | Justin Kumi  | USS Sassuolo    | prestito |

| Cessioni         | Cessioni               | Cessioni          | Cessioni             |
| R.               | Nome                   | a                 | Modalità             |
| ---------------- | ---------------------- | ----------------- | -------------------- |
| D                | Giacomo Cavallini      | Calcio Lecco 1912 | Prestito             |
| Altre operazioni |                        |                   |                      |
| R.               | Nome                   | da                | Modalità             |
| D                | Alessandro Fontanarosa | Carrarese         | Prestito via Inter   |
| A                | Orji Okwonkwo          | AS Cittadella     | Prestito via Bologna |

### Operazioni esterne alle sessioni
| Acquisti | Acquisti      | Acquisti   | Acquisti   |
| R.       | Nome          | da         | Modalità   |
| -------- | ------------- | ---------- | ---------- |
| A        | Mattia Destro | svincolato | definitivo |

| Cessioni | Cessioni | Cessioni | Cessioni |
| R.       | Nome     | a        | Modalità |
| -------- | -------- | -------- | -------- |

## Risultati

### Serie B

#### Girone di andata
| Arbitro: | Arena (Torre del Greco) |

|                          |           |                                    |
| Vergara 52’ Reinhart 67’ | Marcatori | 75’ Bragantini 90+4’ (aut.) Meroni |

| Arbitro: | Cosso (Reggio Calabria) |

|  |           |             |
|  | Marcatori | 84’ Vergara |

| Arbitro: | Sacchi (Macerata) |

|                         |           |  |
| Maggio 4’ Portanova 86’ | Marcatori |  |

| Arbitro: | Galipò (Firenze) |

|                             |           |              |
| Tramoni 22’ N. Bonfanti 49’ | Marcatori | 77’ Sersanti |

| Arbitro: | Crezzini (Siena) |

|               |           |                                      |
| Portanova 31’ | Marcatori | 7’ Molina 40’ Arrigoni 78’ Praszelik |

| Reggio Emilia 21 settembre 2024, ore 15:00 CEST 6ª giornata | Reggiana         | 0 – 0 referto | Salernitana | Mapei Stadium - Città del Tricolore (10 036 spett.)\| Arbitro: \| Zufferli (Udine) \| |
| Arbitro:                                                    | Zufferli (Udine) |               |             |                                                                                       |

| Massa Carrara 28 settembre 2024, ore 15:00 CEST 7ª giornata | Carrarese          | 0 – 0 referto | Reggiana | Arena Garibaldi - Romeo Anconetani (2 280 spett.)\| Arbitro: \| Marcenaro (Genova) \| |
| Arbitro:                                                    | Marcenaro (Genova) |               |          |                                                                                       |

| Arbitro: | Bonacina (Bergamo) |

|                 |           |  |
| F. Esposito 36’ | Marcatori |  |

| Arbitro: | Scatena (Avezzano) |

|              |           |  |
| Vido 12’ 66’ | Marcatori |  |

| Arbitro: | Massimi (Termoli) |

|                     |           |  |
| Gomes 15’ Henry 26’ | Marcatori |  |

| Arbitro: | Monaldi (Macerata) |

|  |           |               |
|  | Marcatori | 39’ Ricciardi |

| Arbitro: | Sacchi (Macerata) |

|                           |           |                               |
| Benali 53’ Novakovich 56’ | Marcatori | 81’ Lucchesi 87’ (rig.) Gondo |

| Arbitro: | Prontera (Bologna) |

|                         |           |                           |
| Portanova 25’ Gondo 31’ | Marcatori | 41’ Pompetti 75’ Iemmello |

| Arbitro: | Ghersini (Genova) |

|                |           |               |
| C. Shpendi 65’ | Marcatori | 56’ Pettinari |

| Arbitro: | Fourneau (Roma) |

|  |           |                                 |
|  | Marcatori | 45+1’ Thorstvedt 77’ Mulattieri |

| Arbitro: | Scatena (Avezzano) |

|  |           |                     |
|  | Marcatori | 2’ Vergara 90’ Vido |

| Arbitro: | Crezzini (Siena) |

|  |           |            |
|  | Marcatori | 20’ Mendes |

| Arbitro: | Colombo (Como) |

|                                       |           |           |
| Pandolfi 62’ Tronchin 78’ Rabbi 90+6’ | Marcatori | 84’ Gondo |

| Arbitro: | Tremolada (Monza) |

|                           |           |              |
| Portanova 12’ Vergara 24’ | Marcatori | 82’ Adorante |

#### Girone di ritorno
| Arbitro: | Monaldi (Macerata) |

|  |           |                         |
|  | Marcatori | 11’ Sersanti 85’ Maggio |

| Reggio Emilia 12 gennaio 2025, ore 15:00 CEST 21ª giornata | Reggiana           | 0 – 0 referto | Bari | Mapei Stadium - Città del Tricolore (10 025 spett.)\| Arbitro: \| Prontera (Bologna) \| |
| Arbitro:                                                   | Prontera (Bologna) |               |      |                                                                                         |

| Arbitro: | Ayroldi (Molfetta) |

|                          |           |          |
| Cerri 76’, 90+10’ (rig.) | Marcatori | 62’ Vido |

| Arbitro: | Marchetti (Ostia Lido) |

|                           |           |               |
| Lucchesi 14’ Sersanti 47’ | Marcatori | 25’ Ceccaroni |

| Arbitro: | Crezzini (Siena) |

|                             |           |  |
| Pyyhtiä 14’ Pietrangeli 50’ | Marcatori |  |

| Arbitro: | Arena (Torre del Greco) |

|  |           |           |
|  | Marcatori | 57’ Saric |

| Arbitro: | Rapuano (Rimini) |

|                   |           |              |
| Koutsoupias 90+2’ | Marcatori | 42’ Sersanti |

| Arbitro: | Rutella (Enna) |

|                    |           |                        |
| Girma 26’ Vido 82’ | Marcatori | 10’ Guarino 57’ Zuelli |

| Arbitro: | Sacchi (Macerata) |

|                 |           |          |
| Scognamillo 75’ | Marcatori | 15’ Vido |

| Arbitro: | Pezzuto (Lecce) |

|               |           |  |
| Artistico 26’ | Marcatori |  |

| Arbitro: | Marinelli (Tivoli) |

|                         |           |                     |
| Portanova 33’ Gondo 60’ | Marcatori | 67’ Niang 74’ Oudin |

| Arbitro: | La Penna (Roma 1) |

|                                                                              |           |            |
| Mulattieri 15’ Reinhart 18’ (aut.) Laurienté 35’ Boloca 38’ Verdi 86’ (rig.) | Marcatori | 3’ Vergara |

| Arbitro: | Marcenaro (Genova) |

|                  |           |                            |
| Antov 36’ (aut.) | Marcatori | 28’ De Luca 55’ Bianchetti |

| Arbitro: | Feliciani (Teramo) |

|  |           |                      |
|  | Marcatori | 23’ Lind 44’ Tramoni |

| Arbitro: | Rutella (Enna) |

|                         |           |                |
| Gondo 61’ Portanova 90’ | Marcatori | 90+6’ Pandolfi |

| Arbitro: | Cosso (Reggio Calabria) |

|                                    |           |                                   |
| Rozzio 30’ (aut.) Bardi 43’ (aut.) | Marcatori | 15’ Portanova 70’ Girma 86’ Gondo |

| Arbitro: | Guida (Pompei) |

|                         |           |              |
| Portanova 40’ Gondo 51’ | Marcatori | 15’ Lapadula |

| Arbitro: | Zufferli (Udine) |

|              |           |                |
| Adorante 85’ | Marcatori | 29’, 45’ Girma |

| Arbitro: | Ghersini (Genova) |

|                         |           |             |
| Bianchi 25’ Verreth 81’ | Marcatori | 45+3’ Girma |

### Coppa Italia

#### Turni eliminatori
| Arbitro: | Di Marco (Ciampino) |

|             |           |  |
| Messias 65’ | Marcatori |  |

## Statistiche

### Statistiche di squadra
| Competizione | Punti             | In casa | In casa | In casa | In casa | In casa | In casa | In trasferta | In trasferta | In trasferta | In trasferta | In trasferta | In trasferta | Totale | Totale | Totale | Totale | Totale | Totale | DR  |
| Competizione | Punti             | G       | V       | N       | P       | Gf      | Gs      | G            | V            | N            | P            | Gf           | Gs           | G      | V      | N      | P      | Gf     | Gs     | DR  |
| ------------ | ----------------- | ------- | ------- | ------- | ------- | ------- | ------- | ------------ | ------------ | ------------ | ------------ | ------------ | ------------ | ------ | ------ | ------ | ------ | ------ | ------ | --- |
| Serie B      | 44                | 19      | 6       | 6       | 7       | 22      | 23      | 19           | 5            | 5            | 9            | 20           | 29           | 38     | 11     | 11     | 16     | 42     | 52     | -10 |
| Coppa Italia | Turni eliminatori | -       | -       | -       | -       | -       | -       | 1            | 0            | 0            | 1            | 0            | 1            | 1      | 0      | 0      | 1      | 0      | 1      | -1  |
| Totale       | 44                | 19      | 6       | 6       | 7       | 22      | 23      | 20           | 5            | 5            | 10           | 20           | 30           | 39     | 11     | 11     | 17     | 42     | 53     | -11 |

### Andamento in campionato
| Giornata  | 1  | 2 | 3 | 4 | 5  | 6  | 7  | 8  | 9 | 10 | 11 | 12 | 13 | 14 | 15 | 16 | 17 | 18 | 19 | 20 | 21 | 22 | 23 | 24 | 25 | 26 | 27 | 28 | 29 | 30 | 31 | 32 | 33 | 34 | 35 | 36 | 37 | 38 |
| --------- | -- | - | - | - | -- | -- | -- | -- | - | -- | -- | -- | -- | -- | -- | -- | -- | -- | -- | -- | -- | -- | -- | -- | -- | -- | -- | -- | -- | -- | -- | -- | -- | -- | -- | -- | -- | -- |
| Luogo     | C  | T | C | T | C  | C  | T  | T  | C | T  | C  | T  | C  | T  | C  | T  | C  | T  | C  | T  | C  | T  | C  | T  | C  | T  | C  | T  | T  | C  | T  | C  | C  | T  | C  | T  | C  | T  |
| Risultato | N  | V | V | P | P  | N  | N  | P  | V | P  | P  | N  | N  | N  | P  | V  | P  | P  | V  | V  | N  | P  | V  | P  | P  | N  | N  | N  | P  | N  | P  | P  | P  | P  | V  | V  | V  | V  |
| Posizione | 10 | 6 | 1 | 4 | 10 | 11 | 11 | 14 | 8 | 12 | 15 | 13 | 15 | 16 | 17 | 12 | 14 | 15 | 14 | 12 | 12 | 14 | 10 | 12 | 13 | 14 | 13 | 13 | 15 | 15 | 18 | 17 | 19 | 13 | 16 | 15 | 13 | 12 |

Legenda:

Luogo: C = Casa; T = Trasferta. Risultato: V = Vittoria; N = Pareggio; P = Sconfitta.

### Statistiche dei giocatori
In corsivo i giocatori ceduti durante la stagione.
| Giocatore      | Serie B  | Serie B | Serie B     | Serie B    | Coppa Italia | Coppa Italia | Coppa Italia | Coppa Italia | Totale   | Totale | Totale      | Totale     |
| Giocatore      | Presenze | Reti    | Ammonizioni | Espulsioni | Presenze     | Reti         | Ammonizioni  | Espulsioni   | Presenze | Reti   | Ammonizioni | Espulsioni |
| -------------- | -------- | ------- | ----------- | ---------- | ------------ | ------------ | ------------ | ------------ | -------- | ------ | ----------- | ---------- |
| F. Bardi       | 36       | -50     | 6           | 0          | 0            | 0            | 0            | 0            | 36       | -50    | 6           | 0          |
| A. Sposito     | 0        | 0       | 0           | 0          | 0            | 0            | 0            | 0            | 0        | 0      | 0           | 0          |
| E. Motta       | 2        | -3      | 0           | 0          | 1            | -1           | 0            | 0            | 3        | -4     | 0           | 0          |
| P. Rozzio      | 16       | 0       | 2           | 0          | 1            | 0            | 0            | 0            | 17       | 0      | 2           | 0          |
| A. Meroni      | 36       | 0       | 4           | 0          | 1            | 0            | 1            | 0            | 37       | 0      | 5           | 0          |
| A. Fontanarosa | 10       | 0       | 2           | 0          | -            | -            | -            | -            | 10       | 0      | 2           | 0          |
| L. Lucchesi    | 27       | 2       | 3           | 1          | -            | -            | -            | -            | 27       | 2      | 3           | 1          |
| Y. Nahounou    | 4        | 0       | 0           | 0          | 0            | 0            | 0            | 0            | 4        | 0      | 0           | 0          |
| J. Sosa        | 8        | 0       | 1           | 0          | -            | -            | -            | -            | 8        | 0      | 1           | 0          |
| G. Cavallini   | 3        | 0       | 0           | 0          | 1            | 0            | 0            | 0            | 4        | 0      | 0           | 0          |
| R. Fiamozzi    | 24       | 0       | 3           | 0          | 1            | 0            | 0            | 0            | 25       | 0      | 3           | 0          |
| L. Libutti     | 30       | 0       | 4           | 0          | 1            | 0            | 0            | 0            | 31       | 0      | 4           | 0          |
| M. Sampirisi   | 20       | 0       | 5           | 0          | 0            | 0            | 0            | 0            | 20       | 0      | 5           | 0          |
| L. Cigarini    | 9        | 0       | 2           | 1          | 1            | 0            | 0            | 0            | 10       | 0      | 2           | 1          |
| E. Kabashi     | 16       | 0       | 4           | 0          | 0            | 0            | 0            | 0            | 16       | 0      | 4           | 0          |
| T. Reinhart    | 31       | 1       | 7           | 0          | 1            | 0            | 0            | 0            | 32       | 1      | 7           | 0          |
| O. Urso        | 6        | 0       | 0           | 0          | 1            | 0            | 0            | 0            | 7        | 0      | 0           | 0          |
| A. Sersanti    | 37       | 4       | 5           | 0          | 1            | 0            | 0            | 0            | 38       | 4      | 5           | 0          |
| L. Štulac      | 11       | 0       | 2           | 0          | 0            | 0            | 0            | 0            | 11       | 0      | 2           | 0          |
| L. Ignacchiti  | 32       | 0       | 8           | 1          | 1            | 0            | 0            | 0            | 33       | 0      | 8           | 1          |
| J. Kumi        | 8        | 0       | 1           | 0          | -            | -            | -            | -            | 8        | 0      | 1           | 0          |
| M. Portanova   | 36       | 8       | 4           | 0          | 0            | 0            | 0            | 0            | 36       | 8      | 4           | 0          |
| A. Vergara     | 32       | 5       | 9           | 0          | 1            | 0            | 1            | 0            | 33       | 5      | 10          | 0          |
| N. Girma       | 24       | 5       | 6           | 0          | 0            | 0            | 0            | 0            | 24       | 5      | 6           | 0          |
| M. Marras      | 28       | 0       | 8           | 1          | -            | -            | -            | -            | 28       | 0      | 8           | 1          |
| M. Maggio      | 20       | 2       | 4           | 0          | 1            | 0            | 0            | 0            | 21       | 2      | 4           | 0          |
| O. Okwonkwo    | 10       | 0       | 4           | 0          | 1            | 0            | 0            | 0            | 11       | 0      | 4           | 0          |
| C. Gondo       | 33       | 7       | 9           | 0          | 1            | 0            | 0            | 0            | 34       | 7      | 9           | 0          |
| L. Vido        | 29       | 6       | 4           | 0          | 1            | 0            | 0            | 0            | 30       | 6      | 4           | 0          |
| S. Pettinari   | 12       | 1       | 1           | 0          | -            | -            | -            | -            | 12       | 1      | 1           | 0          |
| M. Destro      | 1        | 0       | 0           | 0          | -            | -            | -            | -            | 1        | 0      | 0           | 0          |